# Juan Ramón Abeijón Castro
Juan Ramón Abeijón Castro (Noia, 27 de gener de 1921 - Barakaldo, 25 de març de 2008) fou un futbolista espanyol de les dècades de 1940 i 1950.

## Trajectòria
Havia nascut a Galícia, però de jove es traslladà al País Basc. Es formà al CD Baskonia, però on començar a destacar fou al Barakaldo CF, club amb el qual jugà tres temporades a segona divisió. Jugà una temporada a la UD Melilla i el 1948 fou fitxat pel RCD Espanyol. Jugà durant tres temporades amb l'equip català però no gaudí de gaire minuts, a l'ombra de Jordi Trias. Durant la dècada de 1950 jugà a diversos equips a segona divisió, com foren el Barakaldo, la UD Salamanca, el CD Badajoz i la SD Indautxu.